# Cuplaj
Cuplajele sunt organe de asigurare a legăturii între doi arbori care-și pot transmite reciproc mișcarea și puterea. Prin aceste elemente se asigură legătura între tronsoanele (părțile) aceluiași arbore sau între arbori diferiți.

Cuplul motor al unui automobil se transmite roților de rulare prin intermediul unui cuplaj cu funcționare intermitentă, numit și ambreiaj. Axele de rotație ale arborilor legați prin cuplaje sau ambreiaje pot fi paralele sau neparalele (fig. 1).

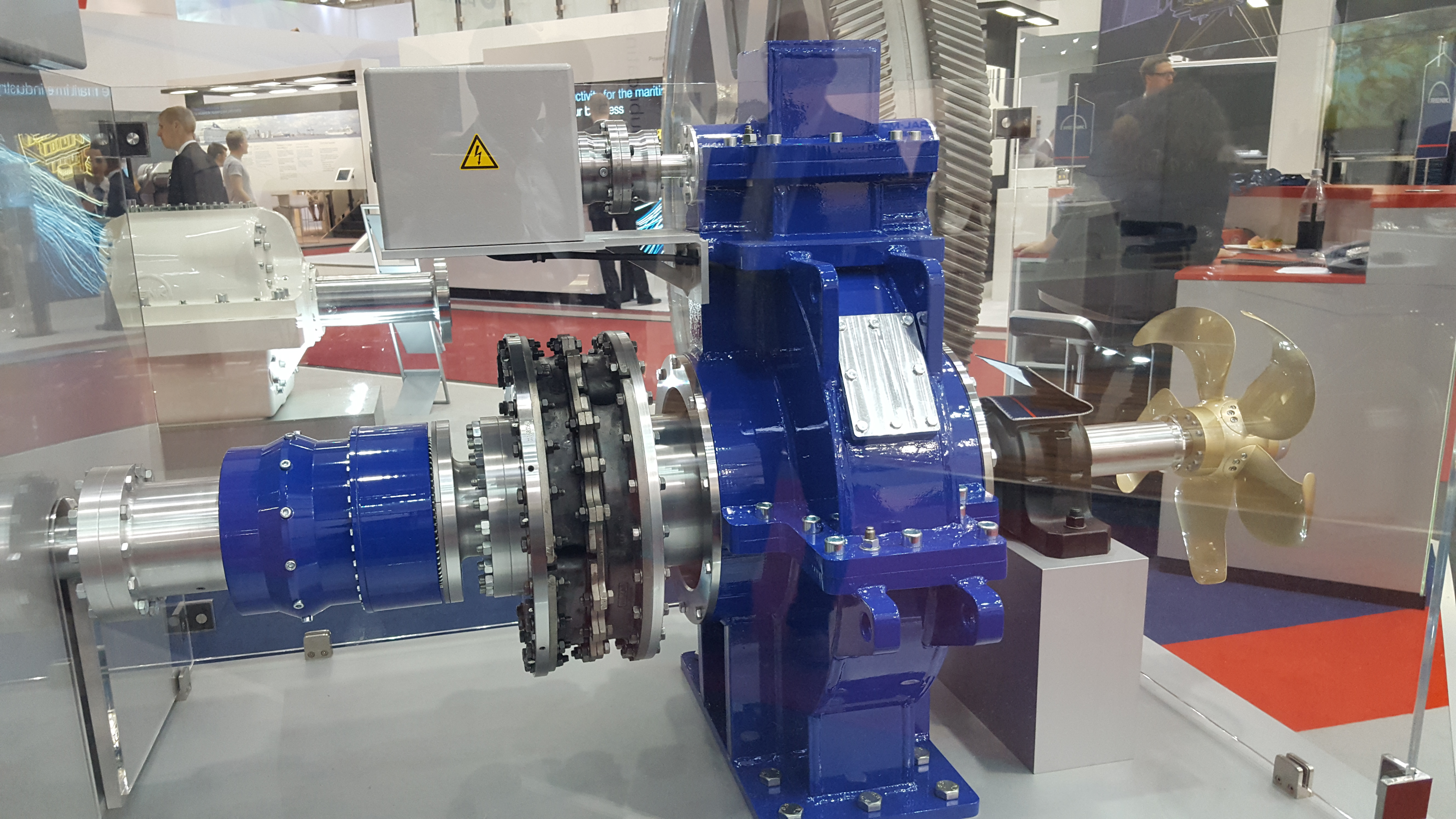
Cuplaj flexibil între un motor naval în 2 timpi și elicea antrenată

Principalele condiții pe care trebuie să le îndeplinească cuplajele pentru o bună funcționare sunt:

-capacitate de transmitere totală a momentului de răsucire al arborelui;

-dimensiuni constructive cât mai reduse;

-capacitatea de atenuare a șocurilor provenite din variația regimului de funcționare a mașinilor;

-posibilitatea prevenirii, preluării și transmiterii sarcinilor suplimentare sau a depășirii turației;

-asigurarea interschimbabilității necesare înlocuirii elementelor uzate.

Clasificarea cuplajelor

În funcție de condițiile de funcționare ale celor doi arbori, cuplajele pot fi:

-cuplaje cu funcționare permanentă;

-cuplaje cu funcționare intermitentă sau ambreiaje.

La cuplajele cu funcționare permanentă, transmiterea mișcării între cei doi arbori nu poate fi întreruptă în timpul funcționării decât prin oprirea mașinilor și demontarea cuplajelor.

Ambreiajele, prin cuplare-decuplare, pot întrerupe sau relua transmiterea mișcării în gol sau chiar sub sarcină, fără oprirea arborelui de la care ea este primită.